# Infekcja pierwotna
Infekcja pierwotna – zakażenie organizmu po raz pierwszy patogenem pochodzącym spoza organizmu. Dotyczy patogenów będących żywymi organizmami lub wirusami. Jego przeciwieństwem jest infekcja wtórna – zakażenie patogenem, który już istnieje w organizmie, rozmnaża się i dalej go zakaża. 
Pojęcie infekcji pierwotnej i wtórnej często używane jest w fitopatologii. U wiele bowiem patogenów, np. u grzybów, wytwarzane są innego rodzaju zarodniki dokonujące infekcji pierwotnej i wtórnej. Tak np. infekcji pierwotnej jabłoni chorobą parch jabłoni dokonują płciowe zarodniki – askospory grzyba Venturia inaequalis. Rozwijająca się z nich na jabłoni grzybnia wytwarza innego typu zarodniki – bezpłciowe konidia dokonujące infekcji wtórnej. 
U grzybów pasożytniczych zazwyczaj infekcji pierwotnej dokonują zarodniki powstałe na drodze płciowej (askospory lub bazydiospory), a infekcji wtórnych zarodniki bezpłciowe (konidia).